# Straßenbahn Kenosha
Die Straßenbahn von Kenosha im Bundesstaat Wisconsin wurde am 17. Juni 2000 eröffnet und zählt zu den jüngsten Betrieben der USA.
Die Bahn ist die Nachfolgerin der zwischen dem 1. Februar 1903 und 15. Februar 1932 in der Stadt verkehrenden Bahn. Die ringförmige Strecke durch den 1998 auf dem ehemaligen Werksgelände von Chrysler entstandenen Stadtteil Harbourpark wurde im April 2000 fertiggestellt, nachdem die Oberleitungen schon 1999 installiert worden waren. Die ersten Bahnen, die man aus Toronto von der Toronto Lakefront Streetcar Line angeschafft hatte, trafen am 4. Mai in der Stadt ein. Da die kanadischen Wagen eine Spurweite von 1495 mm aufwiesen, mussten sie mit Drehgestellen ausgemusterter Wagen aus Chicago versehen werden.
Die Strecke ist rund 2,7 Kilometer lang und wird entgegen dem Uhrzeigersinn durchfahren. Der „Beginn“ der Strecke ist der Bahnhof der Metra, an dem die Züge von und nach Chicago enden. Rund 80 Prozent der Strecke haben einen separaten Bahnkörper, sodass Konflikte mit dem Individualverkehr weitestgehend ausgeschlossen sind. Insgesamt hat die Bahn 17 Haltestellen und führt an den wichtigen Einrichtungen des täglichen Lebens vorbei.
Zweck der Bahn war es, den dort neu entstandenen Stadtteil attraktiv zu machen und potentielle Bewohner und somit Nutzer der Bahn anzuziehen. Zunächst waren zum Zeitpunkt der Eröffnung der Bahn die Fahrgastzahlen mit rund 600 Fahrgästen pro Tag recht bescheiden. Gefahren wurde wochentags zwischen 11 und 19 Uhr und am Wochenende zwischen 10 und 17:30 Uhr im 15-Minuten-Takt. Der Fahrpreis betrug pro Fahrt 25 US-Cent.
Seit dem 16. Februar 2002 fährt die Nostalgiestraßenbahn – es verkehren alte PCC-Triebwagen aus dem Jahr 1951 – nur noch an Wochenenden. Täglicher Betrieb ist nur noch im Sommer zwischen Memorial Day, Ende Mai und Labour Day (Tag der Arbeit), Anfang September. Grund waren Sparmaßnahmen des Bundesstaates Wisconsin. So wurden die Zahlungen an die Gemeinden drastisch gekürzt.
Die Initiative für diese Bahn ging auf den Direktor der Verkehrsbetriebe Joseph McCarthy (nicht zu verwechseln mit dem gleichnamigen Senator) zurück, der auch die Einführung von gasbetriebenen Omnibussen in der Stadt durchsetzte. Da er vor Vollendung der Bahn überraschend mit 48 Jahren verstarb, entschied man sich, dem Depot seinen Namen zu verleihen. Es heißt seitdem Joseph McCarthy Transit Center.